# Гаплогруппа J-M205
Гаплогруппа J-M205 или J2b1 (Y-ДНК) — гаплогруппа Y-хромосомы человека.

## Субклады
- J-M205
  -  J-Y3165
    - J-PF7321
    -  J-Y64012

## Распространение

### Передняя Азия
| Этническая группа | Провинция  | Процент (n) |
| ----------------- | ---------- | ----------- |
| Армяне в Иране    | Тегеран    | 5,9 % (34)  |
| Мазендеранцы      | Мазендеран | 2,8 % (72)  |
| Bandari           | Хормозган  | 2,3 % (131) |
| Персы             | Хорасан    | 1,7 % (59)  |

## Палеогенетика

### Бронзовый век
Доисторический Левант
- I1730 | AG_84_3083_116 __ Айн-Гхасал __ Амман (мухафаза), Иордания __ 2489-2299 calBCE (3925±31 BP, OxA-32775) __ М __ J-FTA1458 # R0a1a > R0a1a5*.[2]

- I7003 | S7003.E1.L1 __ Tel Yehud (Tell el-Yehudia) __ Йехуд, Центральный округ (Израиль) __ 2500–2000 BCE __ М __ J2b > J-M205 # N1b1a2.[3]

Тель-Мегиддо
- I4521	| S4521.E1.L1 __ Северный округ (Израиль) __ 2334-2149 calBCE (3810±20 BP, PSUAMS-2167) __ М __ J > J2b1 (J-M205) # H20a.[3]

Ханаан
- SI-12 | ERS1790732 __ Sidon (burial 63) __ Сайда (город), Южный Ливан, Ливан __ 1800-1600 BCE (3650 BP) __ М __ J2-M12 > J-M205* # HV1b1.[4]

Алалах
- ALA014 | 45.45, Locus 8, AT 8836 __ Хатай (ил), Турция __ 1743-1630 calBCE (3392±23 BP, MAMS-33682) __ М __ J2b1 (M205) > J-Y22075 # H14b.[5]

### Железный век
Древний Египет
- JK2911 | 1609 __ Абусир __ Каир (мухафаза), Египет __ 779-544 calBCE (2513±24 BP, MAMS-23617) __ М __ J2b1-PF7314 # M1a1 > M1a1l*.[6]

Римская Британия
- 3DT26 | 3DRIF-26 __ Driffield Terrace __ Йорк, Йоркшир и Хамбер, Англия, Великобритания __ 50–350 CE __ М __ J2-L228 > J2b1-M205 # H5.[7]

Римская империя
- R50 | RMPR-50 __ Centocelle; ADL 2355; T.24 __ Рим, Лацио, Италия __ 211-320 calCE (1810±15 BP, UCIAMS-198888) __ М __ J-M172 > J-Y134209 # H5.[8]

### Средние века
Папская область
- R1283 | RMPR-1283 __ Сан-Лоренцо-ин-Дамазо (титулярная церковь) (Cancelleria US 294 65 A) __ Понте (район), Рим, Лацио, Италия __ 772-955 calCE (1175±25 BP, UCIAMS-213633) __ М __ J-M12 > J-PF7321 # H12.[8]

Княжество-пробство Эльванген
- ELW013 __ Ellwangen __ Восточный Альб (район), Баден-Вюртемберг, Германия __ 1486–1627 calAD __ М __ J2b-M205(xY22066,xPH210) # T1a1b3.[9]

остров Сокотра
- J2b1-M205>Y47134 определили у жителей Сокотры, живших между 650 и 1750 годами[10].

## Публикации
2012
- Grugni V, Battaglia V, Hooshiar Kashani B; et al. (Июль 2012). Ancient Migratory Events in the Middle East: New Clues from the Y-Chromosome Variation of Modern Iranians. PLOS One. 7 (7): e41252. doi:10.1371/journal.pone.0041252. PMC 3399854. PMID 22815981. {{cite journal}}: Явное указание et al. в: |author= (справка)Википедия:Обслуживание CS1 (множественные имена: authors list) (ссылка) Википедия:Обслуживание CS1 (не помеченный открытым DOI) (ссылка)

2016
- Martiniano R, Caffell A, Holst M; et al. (Январь 2016). Genomic signals of migration and continuity in Britain before the Anglo-Saxons. Nature Communications. 7. doi:10.1038/ncomms10326. PMC 4735653. PMID 26783717. {{cite journal}}: Явное указание et al. в: |author= (справка)Википедия:Обслуживание CS1 (множественные имена: authors list) (ссылка)
- Lazaridis I; Nadel D; Rollefson G; et al. (Август 2016). Genomic insights into the origin of farming in the ancient Near East. Nature. 536 (7617): 419–424. doi:10.1038/nature19310. PMC 5003663. PMID 27459054.

2017
- Schuenemann VJ, Peltzer A, Welte B; et al. (Май 2017). Ancient Egyptian mummy genomes suggest an increase of Sub-Saharan African ancestry in post-Roman periods. Nature Communications. 8. doi:10.1038/ncomms15694. PMC 5459999. PMID 28556824. {{cite journal}}: Явное указание et al. в: |author= (справка)Википедия:Обслуживание CS1 (множественные имена: authors list) (ссылка)
- Haber M, Doumet-Serhal C, Scheib C; et al. (Август 2017). Continuity and Admixture in the Last Five Millennia of Levantine History from Ancient Canaanite and Present-Day Lebanese Genome Sequences. American Journal of Human Genetics. 101 (2): 274–282. doi:10.1016/j.ajhg.2017.06.013. PMC 5544389. PMID 28757201. {{cite journal}}: Явное указание et al. в: |author= (справка)Википедия:Обслуживание CS1 (множественные имена: authors list) (ссылка)

2019
- Antonio ML; Gao Z; Moots HM; et al. (Ноябрь 2019). Ancient Rome: A genetic crossroads of Europe and the Mediterranean. Science. 366 (6466): 708–714. doi:10.1126/science.aay6826. PMC 7093155. PMID 31699931.

2020
- Agranat-Tamir L, Waldman S, Martin MAS; et al. (Май 2020). The Genomic History of the Bronze Age Southern Levant. Cell. 181 (5): 1146-1157.e11. doi:10.1016/j.cell.2020.04.024. PMID 32470400. {{cite journal}}: Явное указание et al. в: |author= (справка)Википедия:Обслуживание CS1 (множественные имена: authors list) (ссылка)
- Skourtanioti E, Erdal YS, Frangipane M; et al. (Май 2020). Genomic History of Neolithic to Bronze Age Anatolia, Northern Levant, and Southern Caucasus. Cell. 181 (5): 1158-1175.e28. doi:10.1016/j.cell.2020.04.044. PMID 32470401. {{cite journal}}: Явное указание et al. в: |author= (справка)Википедия:Обслуживание CS1 (множественные имена: authors list) (ссылка)

2021
- Immel A, Key FM, Szolek A; et al. (Октябрь 2021). Analysis of Genomic DNA from Medieval Plague Victims Suggests Long-Term Effect of Yersinia pestis on Human Immunity Genes. Molecular Biology and Evolution. 38 (10): 4059–4076. doi:10.1093/molbev/msab147. PMC 8476174. PMID 34002224. {{cite journal}}: Явное указание et al. в: |author= (справка)Википедия:Обслуживание CS1 (множественные имена: authors list) (ссылка)